# Daniel Marchant
Pour les articles homonymes, voir Marchant.
Daniel Marchant, né à Andenne le 23 septembre 1950 est un homme politique belge, membre d'Ecolo, passé en 2002 au cdH.

Il est licencié en histoire (UCL,1972); professeur d’histoire, de français et de sciences sociales au Collège d'Erpent (1973-1995); chef de Cabinet auprès du ministre wallon des Transports, de la Mobilité et de l’Énergie, José Daras (1999-2001); 

## Carrière politique
- 1995-1999 : Député wallon et de la Communauté française
- 1985-1995 : Conseiller provincial de la province de Namur
  - Vice-président du Conseil provincial (1991-95)
- 2006 : Membre du CPAS de Namur pour le cdH